# Hindang
Hindang (Bayan ng Hindang) är en kommun i Filippinerna. Kommunen ligger på ön Leyte, och tillhör provinsen Leyte. Folkmängden uppgår till 18 493 invånare.

## Bildgalleri

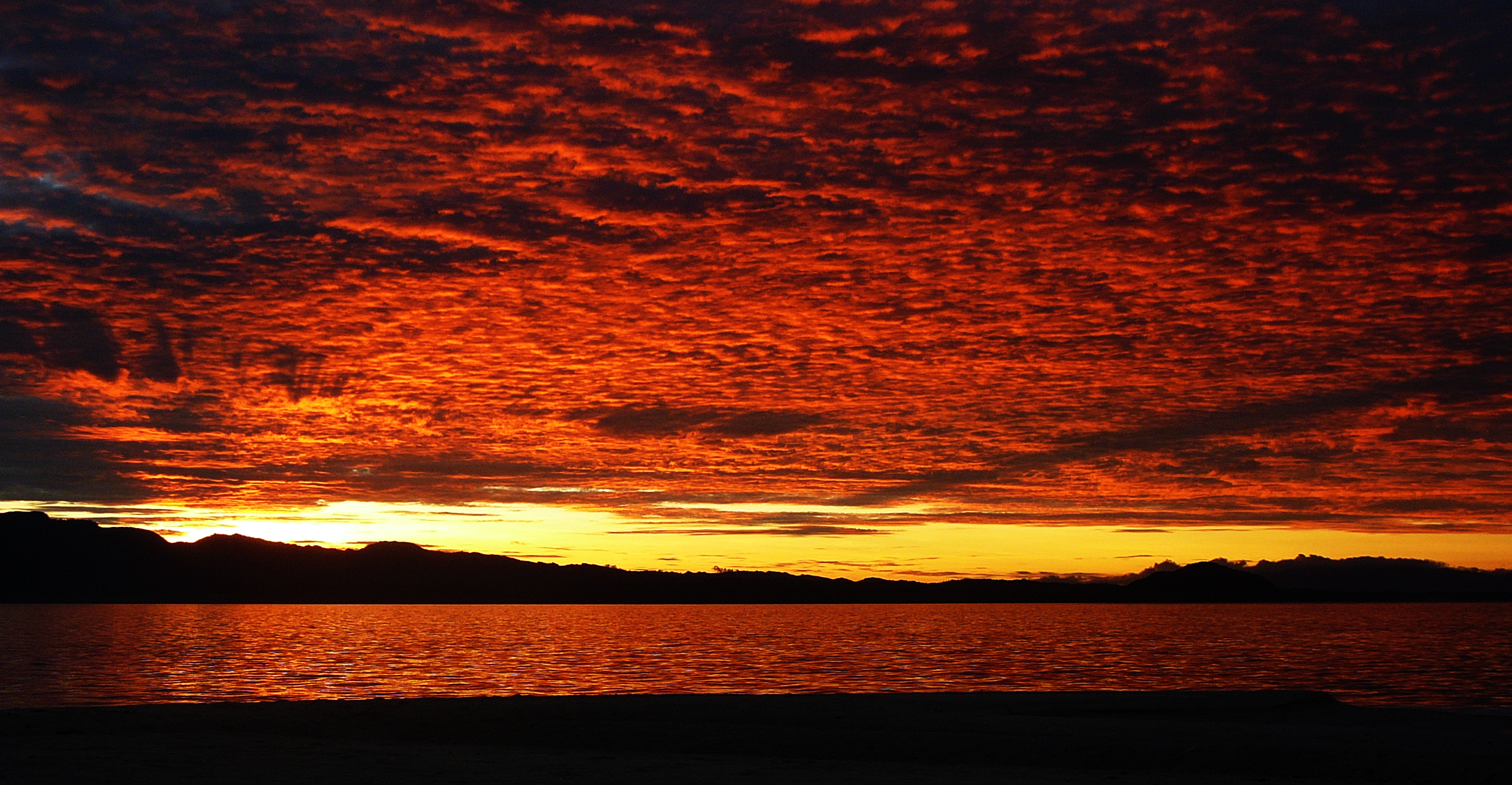

## Barangayer
Hindang är indelat i 20 barangayer.
| - Anahaw - Anolon - Baldoza - Bontoc - Bulacan - Canha-ayon - Capudlosan - Himacugo - Doos Del Norte - Doos Del Sur | - Himokilan Island - Katipunan - Maasin - Mabagon - Mahilum - Poblacion 1 - Poblacion 2 - San Vicente - Tabok - Tagbibi |